# Aline Friess
Aline Friess, född 5 juli 2003 i Obernai, är en fransk gymnast.

## Karriär
Den 14 juni 2021 blev Friess uttagen att representera Frankrike i olympiska sommarspelen 2020 tillsammans med Mélanie de Jesus dos Santos, Marine Boyer och Carolann Héduit. Vid OS hjälpte hon Frankrike att kvalificera sig för finalen i lagmångkamp, där de slutade på en sjätte plats.
I augusti 2022 vid EM i München tog Friess brons i hopp samt var en del av Frankrikes lag som slutade på sjätte plats i lagmångkamp.